# 32 Avenue of the Americas
32 Avenue of the Americas también conocido como el AT&T Long Distance Building, es un rascacielos de 27 plantas de estilo art decó localizado en el barrio de Tribeca en Nueva York. El edificio alcanza una altura de 167,3 metros (la altura de sus agujas gemelas), y fue completado en 1932. Se encuentra en las intersecciones de Walker Street, Lispenard Street, Church Street y Avenue of the Americas.
La torre fue diseñada por el estudio arquitectónico Voorhees, Gmelin and Walker y contiene 107.000 metros cuadrados de espacio de oficinas. Es gestionado por la empresa privada Rudin Management Company.

## Historia
Teniendo de inquilino a AT&T, el edificio era originalmente conocido como la AT&T Long Lines Headquarters y se encontraba en 24 Walker Street. Una importante reconstrucción del edificio durante los años 1930, provocó que la dirección cambiara a 32 Avenue of the Americas. El edificio albergaba las oficinas técnicas y equipos para las comunicaciones transatlánticas de la compañía y otras funciones. En 1992, cuando AT&T compró el antiguo AT&T Building en Midtown Manhattan a Sony, la empresa trasladó sus oficinas centrales a la ubicación de Tribeca.
Entre 2001 y 2002, la torre fue objeto de una amplia renovación por el estudio de arquitectura Fox & Fowle, que incluyó la instalación de nuevas infraestructuras mecánicas y comunicaciones. El punto culminante de la restauración incluyó la colocación de dos mástiles de comunicaciones de 37 metros que aumentaron la altura de la torre de 131 metros a 167 metros. Numerosas características del diseño original del edificio fueron restauradas, incluyendo el vestíbulo, con sus amplios murales en estilo art decó. Una cuarta parte de las ventanas del edificio fueron reemplazadas con rejillas que emulaban el patrón de las ventanas de guillotina originales.

## Arquitectura

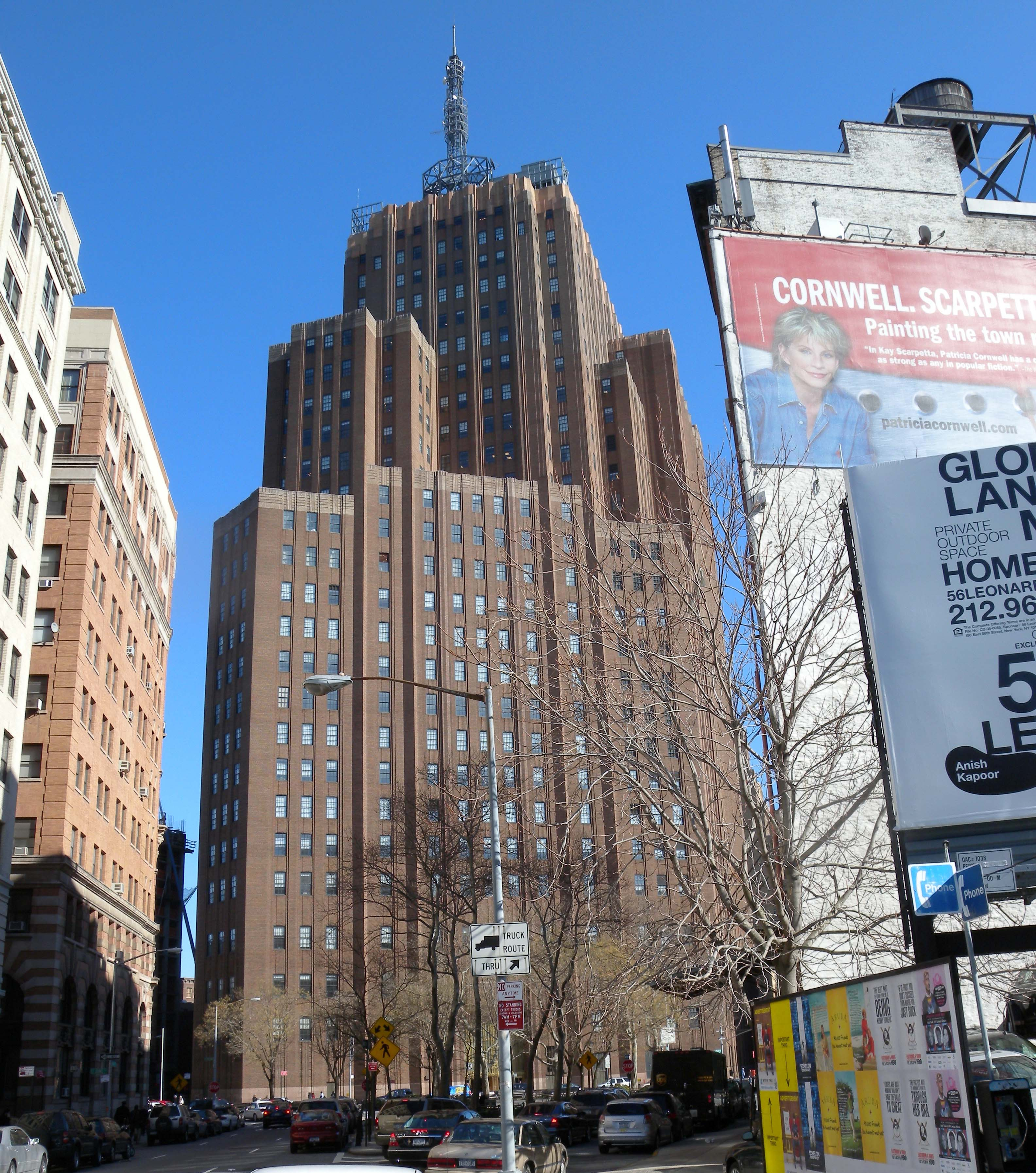
Vista del edificio desde Avenue of Americas.

El vestíbulo de entrada del edificio contiene una pared cubierta con un mapa del mundo construido con azulejos. El techo está decorado con un  mosaico alegórico. El revestimiento exterior de la fachada se compone de ladrillos de color marrón.
Dentro del edificio, hay una entrada a la estación de metro de la Calle Canal (línea de la Octava Avenida) con los trenes de la línea A, C y E.

## Inquilinos
El edificio está arrendado a clientes corporativos como Cogent Communications, iHeartMedia, Inc, Mission Capital Advisors, Qwest, Cambridge University Press, Verizon, T-Mobile, Rede Globo internacional, GloboNews, Dentsu, Bartle Bogle Hegarty, Tata Communications y la universidad de Nueva York entre otros. La planta 24 del edificio también alberga un Housing e interconexión de instalación independiente del operador para proveedores de comunicaciones conocido como The Hub. La instalación es un punto de convergencia para compradores y vendedores de ancho de banda, para más de 50 transportistas terrestres, proveedores de contenido, proveedores de internet e inquilinos de la empresa.
En la planta baja en el lado de Walker Street alberga el teatro "iHeart Radio presentado por P. C. Richard & Son.